# پلیزنتویل (فیلم)
پلیزنتویل (به انگلیسی: Pleasantville) فیلمی در ژانر کمدی-درام و خیال‌پردازی است محصول سال ۱۹۹۸ و به نویسندگی و کارگردانی گری راس است. در این فیلم بازیگرانی همچون توبی مگوایر، جف دانیلز، جوآن آلن، ویلیام اچ میسی، پل واکر، جی تی والش، ریس ویترسپون، مارلی شلتن، جوزپه اندروز، جنی لویس، جین کاچمارک، دان ناتز، دیوید تام ایفای نقش کرده‌اند.

## داستان
یک تعمیرکار عجیب و غریب، یک ریموت کنترل مدرن به «دیوید واگنر» (مگوایر) و خواهر دوقلوی او، «جنیفر» (ویدرسپون) می‌دهد که با استفاده از آن، برادر و خواهر وارد مجموعهٔ «پلزنت ویل» می‌شوند؛ یک مجموعهٔ موفق و شاد تلویزیونی دههٔ ۱۹۵۰ که دوباره در دههٔ ۱۹۹۰ از یکی از کانال‌های کابلی پخش می‌شود…